# Протопоповка (Ульяновская область)
Протопоповка — деревня в городском округе Ульяновск в Ульяновской области.

## География
Расположена в 10 км от Ульяновска, на реке Свияга, напротив села Лаишевка.

## История
В 1651 году причту Троицкой соборной церкви (Симбирск) была пожалована вотчина при р. Свияге.
По владенной выписи 1674 года в этой деревне было 13 дворов, а по описи 1678 года в ней показано только 4 бобыльских двора и два пустых двора, но в отказных книгах 1680 года здесь уже значится 14 дворов.
В 1708 году деревня вошла в состав Симбирского уезда Казанской губернии (1708—1781).
В 1764 году эта деревня, с крестьянами и землею, была изъята из владения причта и перешла в ведомство Государственной коллегии экономии.
В 1780 году при создании Симбирского наместничества деревня вошла в состав Симбирского уезда. В 1796 году — в Симбирской губернии.
Так как в деревне не было своей церкви, то прихожане ходили в Воскресенскую церковь села Лаишевка.
В 1859 году в Протопоповка во 2-м стане, по почтовому тракту из Симбирска в г. Казань.
В 1924 году — в Ульяновской волости Ульяновском уезде Ульяновской губернии.
В 1928 году — в Ульяновском районе Ульяновского округа Средне-Волжской области / Средне-Волжского края / Куйбышевской области.
В 1943 году — в Ульяновском районе Ульяновской области.
С 2005 года — в городском округе Ульяновск.

## Население
| Год  | Число дворов | Число жителей | Примечания                                            |
| ---- | ------------ | ------------- | ----------------------------------------------------- |
| 1780 |              | 51            | Ревизских душ, экономических крестьян                 |
| 1798 | 32           | 145           | экономических крестьян (73 муж. и 72 жен.)            |
| 1859 | 16           | 130           | 63 муж. и 67 жен.                                     |
| 1865 | 17           | 66            | ревизских душ, удельных крестьян                      |
| 1900 | 35           | 235           | в Протопопове (при р. Свияге; н. р.) 106 м. и 129 ж.; |
| 1903 | 33           | 208           | (101 муж. и 107 жен.).                                |
| 1913 | 43           | 279           |                                                       |
| 2010 |              | 108           |                                                       |

| 2010 |
| ---- |
| 108  |

## Достопримечательности
- Мемориальный комплекс воинам, погибшим в годы Великой Отечественной войны. (с. Протопоповка, кладбище)[8]